# Tratado de Margo
El Tratado de Margo fue un pacto entre los hunos y el Imperio romano, firmado en Margo, Mesia Superior (la moderna Požarevac, Serbia) en el 435. El signatario romano fue el cónsul Flavio Plinta. Entre otras disposiciones, el tratado duplicó el tributo anual que los romanos habían accedido a pagar en un tratado anterior: pasó de trescientas cincuenta libras de oro a setecientas. También se estipuló que los romanos no suscribirían alianza alguna con los enemigos de los hunos y que devolverían a los hunos que se hubiesen refugiado en territorio romano.
Cuando los romanos infringieron el tratado en 440, Bleda y Atila atacaron Castra Constantia (la moderna Szentendre, Hungría), fortaleza y mercado romano a orillas del Danubio.